# Lago de la Gola
El lago de la Gola (en catalán estany de la Gola) es un lago glaciar situado en el municipio español de La Guingueta, en la provincia de Lérida, comunidad autónoma de Cataluña. Es el lugar de nacimiento del río Unarre y está incluido en el parque natural del Alto Pirineo. Se encuentra a una altitud de 2250 metros.
Para aumentar la capacidad del lago, en los años sesenta se comenzó la construcción de una presa por parte de la empresa Hidroeléctrica de Cataluña. Con ello, se proponía aumentar la capacidad de agua embalsada para la central de Esterri de Aneu. Sin embargo, la obra quedó inconclusa. En el año 2009 se llevaron a cabo obras de restauración paisajística, así como la construcción de un refugio de montaña.